# Michael Taussig
Michael Taussig (Sídney, 3 de abril de 1940) es un antropólogo australiano, galardonado con el premio Berlín en 2007. [cita requerida]

## Curriculum académico
Recibió su PhD en antropología en la London School of Economics, es profesor en la Universidad de Columbia y la European Graduate School. Tiene antepasados askenazis, de origen alemán y checo.
Su área de especialización es la antropología médica. Los textos de Michael Taussig, libros y artículos en revistas académicas, han profundizado en los siguientes temas: la comercialización de la agricultura campesina, la esclavitud, el hambre, las manifestaciones populares del concepto marxista fetichismo de la mercancía, el impacto del colonialismo (histórico y contemporáneo) sobre el chamanismo y las curaciones populares, la relevancia de la estética modernista y posmodernista en la comprensión del ritual, la fabricación y la escritura del terror, la mímesis en relación con la magia simpática, el fetichismo del estado y el secreto, la violencia paramilitar (en el libro Desfiguraciones, un diario de dos semanas detalla la violencia paramilitar; es un estudio sobre la droga cargado de seducción, maldad, oro y cocaína en una etnografía-montaje de la costa pacífica de Colombia). Actualmente, trabaja en un libro que se titulará ¿De qué color es lo sagrado?
La creación de la realidad colonial que acontece en el Nuevo Mundo es uno de los objetos de su estudio.

## Publicaciones
- The Devil and Commodity Fetishism in South America, 1980
- Shamanism, Colonialism, and the Wild Man: A Study in Terror and Healing, 1987. En castellano: Chamanismo, colonialismo y el hombre salvaje. Un estudio sobre el terror y la curación. Editorial Universidad del Cauca, Popayán, Colombia, 2012. Primera reimpresión en 2021. ISBN 978-958-732-112-8
- The Nervous System, 1992
- Mimesis and Alterity; A Particular History of the Senses, 1993
- The Magic of the State, 1997
- Defacement: Public Secrecy and the Labor of the Negative, 1999
- Law in a Lawless Land: Diary of a Limpieza in Colombia, 2003
- My Cocaine Museum, 2004. En castellano:  Mi museo de la cocaína. Editorial Universidad del Cauca, Popayán, Colombia, 2020
- Walter Benjamin's Grave, 2006
- Beauty and the beast / Belleza y violencia: Una relación aún por entender, 2014. En castellano: Belleza y violencia: Una relación aún por entender, Editorial Universidad del Cauca, Popayán, Colombia, 2014
- Palma Africana, 2018[2]